# Fontaine pyramidale de Gournay-en-Bray
La fontaine pyramidale est un édifice situé sur la commune de Gournay-en-Bray, en Seine-Maritime, en France. Elle fait l’objet d’un classement au titre des monuments historiques depuis 1945.

## Localisation
L'édifice est situé place nationale. 

## Historique
La fontaine est datée de 1780. Elle est construite en 1779, pour permettre la première adduction d'eau dans le centre de la ville.
Le monument est classé comme monument historique depuis le 17 avril 1945.

## Description
L'édifice comprend une pyramide posée sur un socle. 
Le socle comporte des plaques narrant l'histoire de l'édifice.  